# Liste der Biografien/Did
Liste der Biografien |
Portal Biografien |
Personensuche
# |
A |
B |
C |
D |
E |
F |
G |
H |
I |
J |
K |
L |
M |
N |
O |
P |
Q |
R |
S |
T |
U |
V |
W |
X |
Y |
Z |
?
 
Da |
Db |
Dc |
Dd |
De |
Dg |
Dh |
Di |
Dj |
Dk |
Dl |
Dm |
Dn |
Do |
Dq |
Dr |
Ds |
Du |
Dv |
Dw |
Dy |
Dz
 
Dia |
Dib |
Dic |
Did |
Die |
Dif |
Dig |
Dih |
Dij |
Dik |
Dil |
Dim |
Din |
Dio |
Dip |
Diq |
Dir |
Dis |
Dit |
Diu |
Div |
Diw |
Dix |
Diy |
Diz
Die Liste der Biografien führt alle Personen auf, die in der deutschsprachigen Wikipedia einen Artikel haben. Dieses ist eine Teilliste mit 94 Einträgen von Personen, deren Namen mit den Buchstaben „Did“ beginnt.

## Did

### Dida
- Dida (1934–2002), brasilianischer Fußballspieler
- Dida (* 1973), brasilianischer Fußballspieler
- Dida, Dera (* 1996), äthiopische Langstreckenläuferin
- Dida, Gemechu (* 1999), äthiopischer Langstreckenläufer
- Didakus (1400–1463), spanischer Franziskaner und Missionar, Heiliger
- Didam, Otto (1890–1966), deutscher Chorleiter
- Didavi, Daniel (* 1990), deutscher Fußballspieler
- Diday, François (1802–1877), Schweizer Maler

### Didc
- Didcott, John (1931–1998), südafrikanischer Jurist und Richter am Verfassungsgericht der Republik Südafrika (1994–1998)

### Didd
- Diddens, Jan (1906–1972), belgischer Fußballspieler
- Diddley, Bo (1928–2008), US-amerikanischer MusikerBo Diddley (1928–2008)

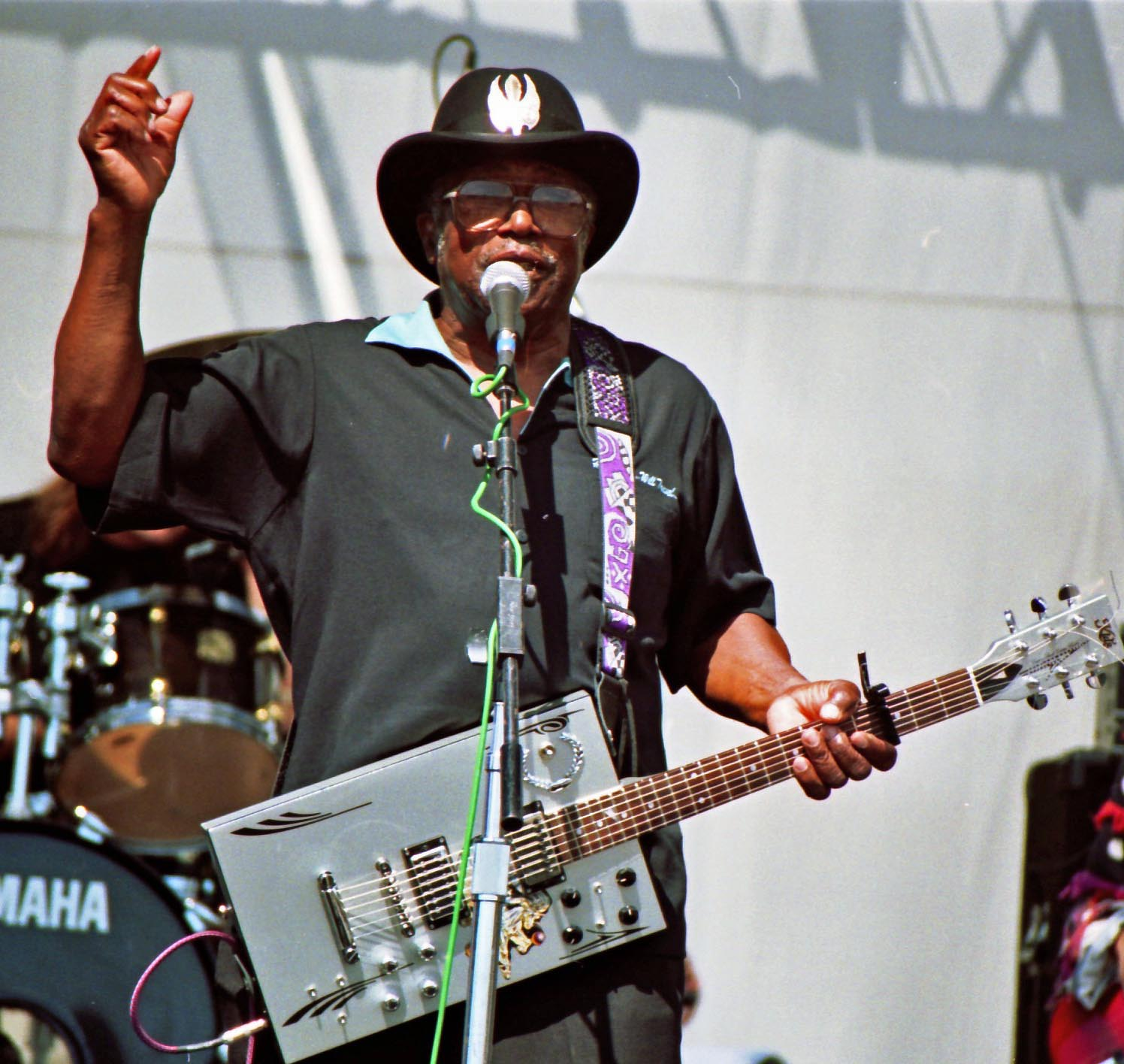
Bo Diddley (1928–2008)

- Diddou, Hicham (* 1974), marokkanischer Skirennläufer

### Dide
- Dide Lubben, ostfriesischer Häuptling des Stadlands
- Dide, Auguste (1839–1918), französischer Politiker
- Didelewa, Ljudmila (* 1976), belarussische Skilangläuferin
- Didenko, Nadija (* 1986), ukrainische Freestyle-Skierin
- Didenko, Oleh (* 1980), ukrainischer Jurist und Behördenleiter
- Didenko, Waleri Antonowitsch (* 1946), sowjetischer Kanute
- Diderichsen, Paul (1905–1964), dänischer Linguist
- Dideriksen, Amalie (* 1996), dänische Radrennfahrerin
- Diderot, Anne-Antoinette (1710–1796), Ehefrau und Mutter der Kinder von Denis Diderot
- Diderot, Denis (1713–1784), französischer Abbé, Schriftsteller, Übersetzer, Philosoph, Aufklärer, Literatur- und Kunsttheoretiker, Kunstagent für die russische Zarin Katharina II. und einer der Organisatoren und Autoren der „Encyclopédie“Denis Diderot (1713–1784)

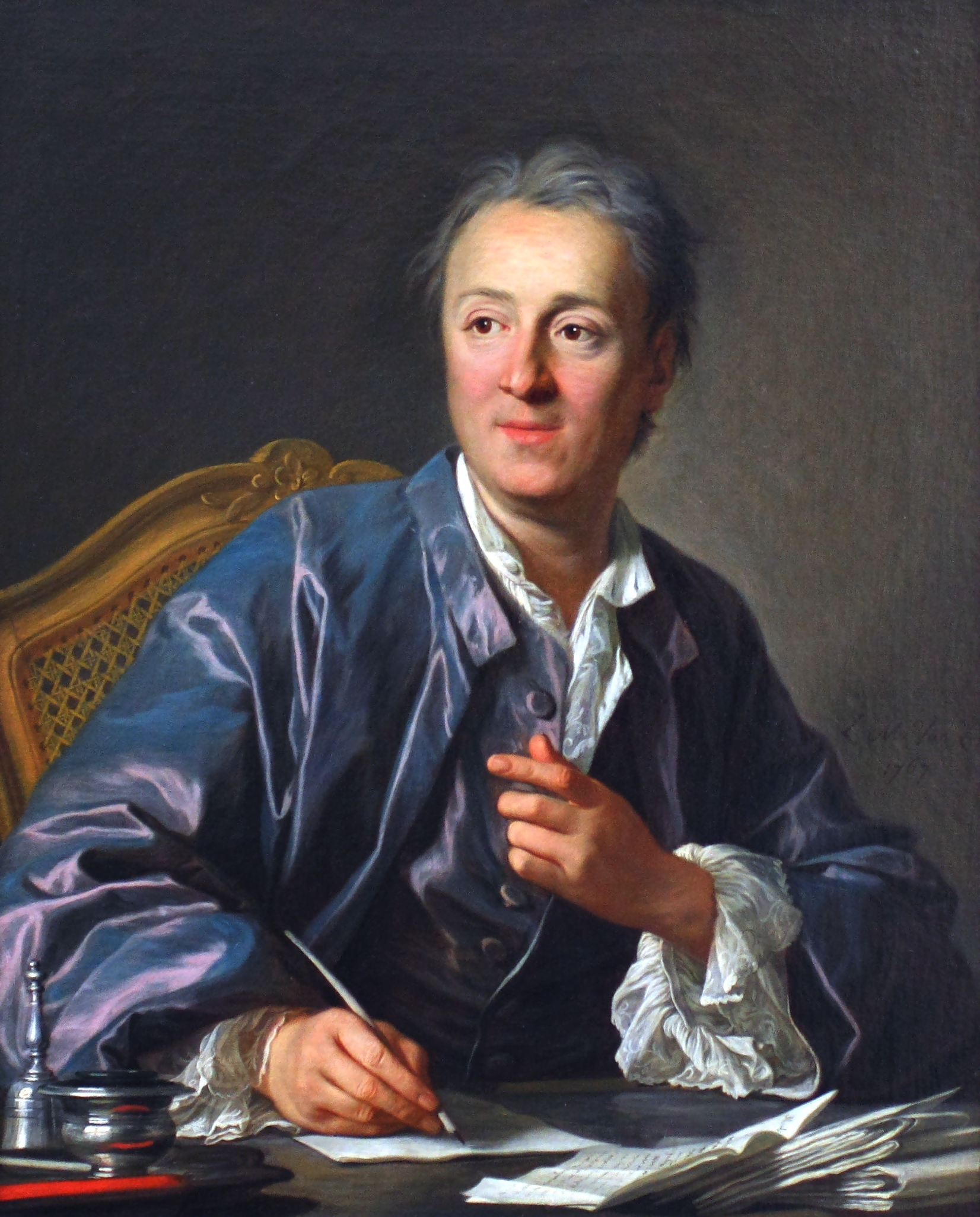
Denis Diderot (1713–1784)

- Diderot, Didier (1685–1759), französischer Messerschmied; Vater von Denis Diderot
- Diderot, Didier-Pierre (1722–1787), französischer Stiftsherr und römisch-katholischer Geistlicher

### Didi
- Didi (1928–2001), brasilianischer Fußballspieler
- Didi (* 1976), brasilianischer Fußballspieler
- Didi (* 1991), Schweizer Musikkünstler mit türkischen Wurzeln
- Didi, Abdul Sattar Moosa (1936–2015), maledivischer Politiker und Diplomat
- Didi, Evelyne (* 1949), französische Schauspielerin
- Didi, Fatima Ibrahim (1918–2008), maledivische Politikerin
- Didi, Mariya Ahmed (* 1962), maledivische Politikerin und Ministerin
- Didi-Huberman, Georges (* 1953), französischer Kunsthistoriker, Philosoph und HochschullehrerGeorges Didi-Huberman (* 1953)

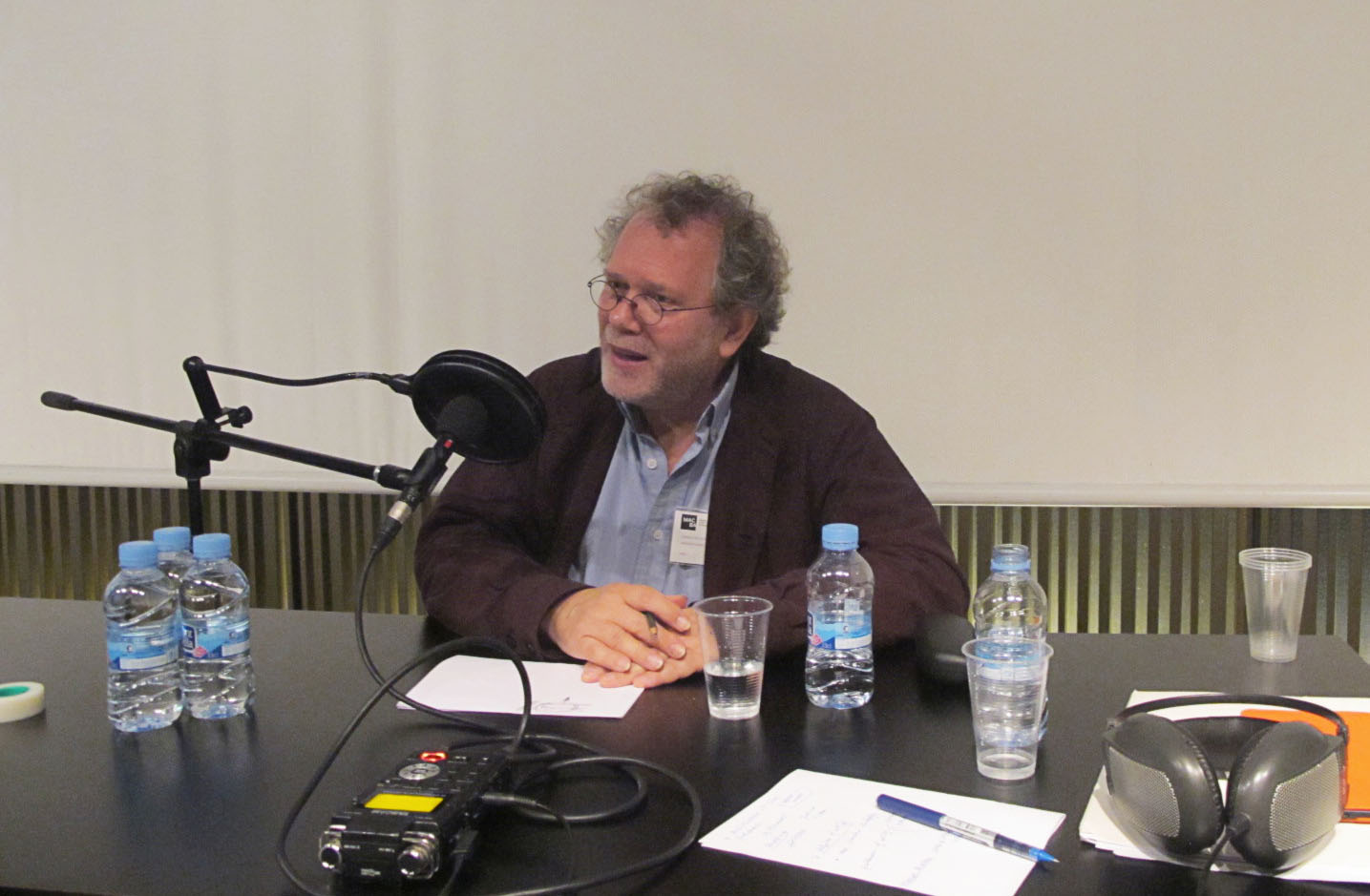
Georges Didi-Huberman (* 1953)

- Didia Clara, Tochter von Didius Iulianus
- Ðidić, Aldin (* 1983), bosnisch-herzegowinischer Fußballspieler
- Didier de Boncourt, Anna Charlotte (1748–1802), niederländische Zeichnerin und Malerin
- Didier, Arlette (* 1933), französische Schauspielerin
- Didier, Charles (1805–1864), Schweizer französischsprachiger Dichter, Journalist und Reiseschriftsteller
- Didier, Christian (1944–2015), französischer Attentäter
- Didier, Christoph (1915–1978), luxemburgischer Radrennfahrer
- Didier, Ferdinand (1801–1867), deutscher Fabrikant
- Didier, Geoffroy (* 1976), französischer Rechtsanwalt und Politiker der Les Républicains
- Didier, Laurent (* 1984), luxemburgischer Radrennfahrer
- Didier, Léon (1881–1931), französischer Radrennfahrer und Schrittmacher
- Didier, Lucien (* 1950), luxemburgischer Radsportler
- Didier-Nauts, Alphonse (* 1877), belgischer Bahnradsportler und Weltmeister
- Didierlaurent, Jean-Paul (1962–2021), französischer Schriftsteller
- Didillon-Hödl, Thomas (* 1995), französischer Fußballtorwart
- Didin, Murat (* 1955), türkischer Basketballspieler und -trainer
- DiDio, Dan (* 1959), US-amerikanischer Comicautor und Verlagsredakteur
- Didion, Isidor (1798–1878), französischer General
- Didion, Joan (1934–2021), US-amerikanische Schriftstellerin, Essayistin und DrehbuchautorinJoan Didion (1934–2021)

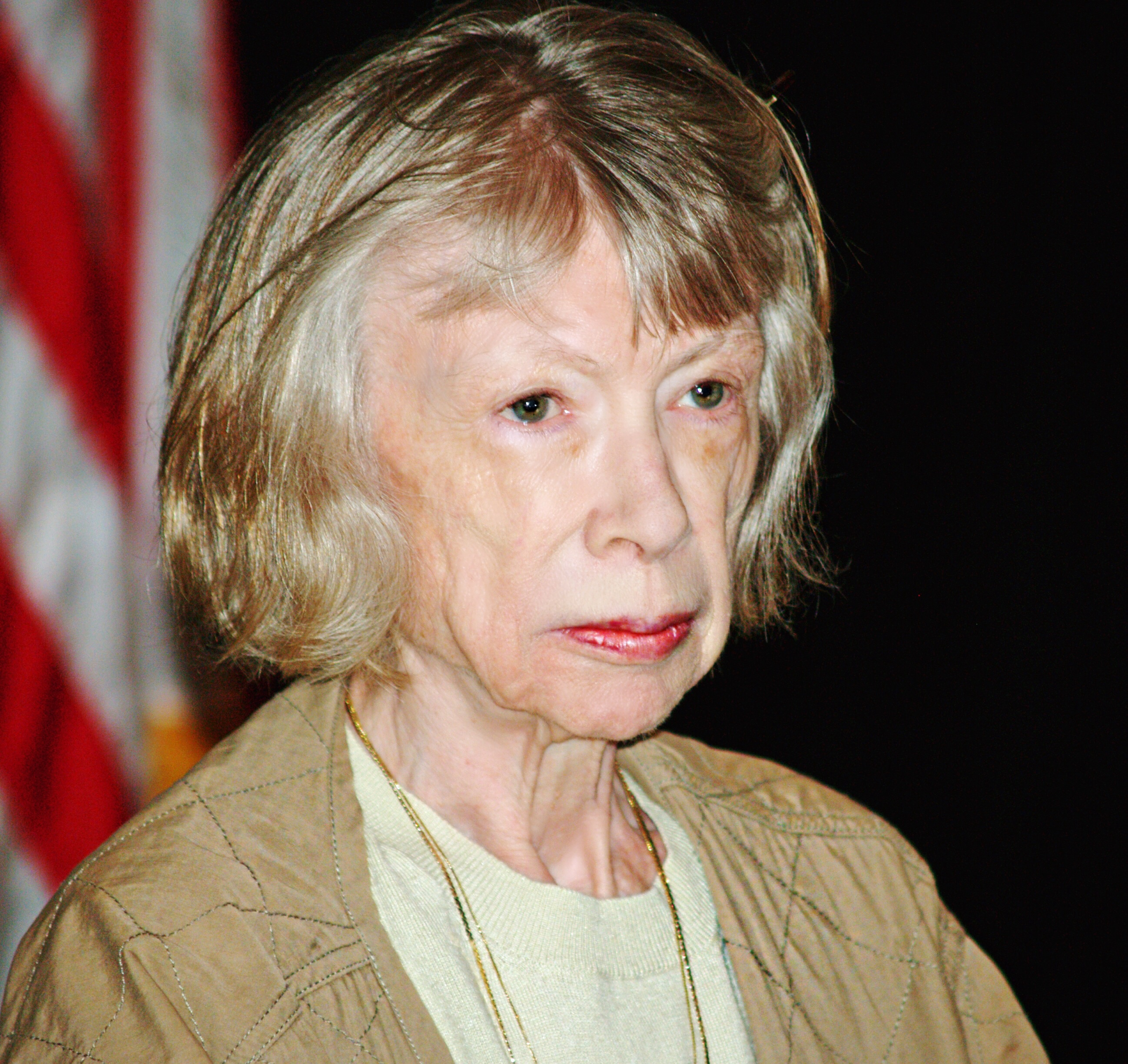
Joan Didion (1934–2021)

- Didion, Robert (1956–2001), deutscher Musikwissenschaftler
- Didius Gallus Fabricius Veiento, Aulus, römischer Suffektkonsul 80 und 83
- Didius Gallus, Aulus, römischer Senator und Feldherr
- Didius Italicus, Publius, römischer Offizier (Kaiserzeit)
- Didius Nepos, Publius, römischer Offizier (Kaiserzeit)
- Didius Secundus, Titus, römischer Suffektkonsul (102)
- Didius Severus, römischer Offizier (Kaiserzeit)
- Didius, Titus († 89 v. Chr.), römischer Politiker, Konsul (98 v. Chr.)

### Didj
- Didjurgis, Lothar (1936–2018), deutscher Film- und Theaterschauspieler

### Didk
- Didkovsky, Nick (* 1958), US-amerikanischer Gitarrist und Komponist

### Didl
- Didlaukies, Walter (1908–1986), deutscher Jurist und NSDAP-Landrat

### Dido
- Dido (* 1971), britische Sängerin und Songwriterin französisch-irischer AbstammungDido (* 1971)

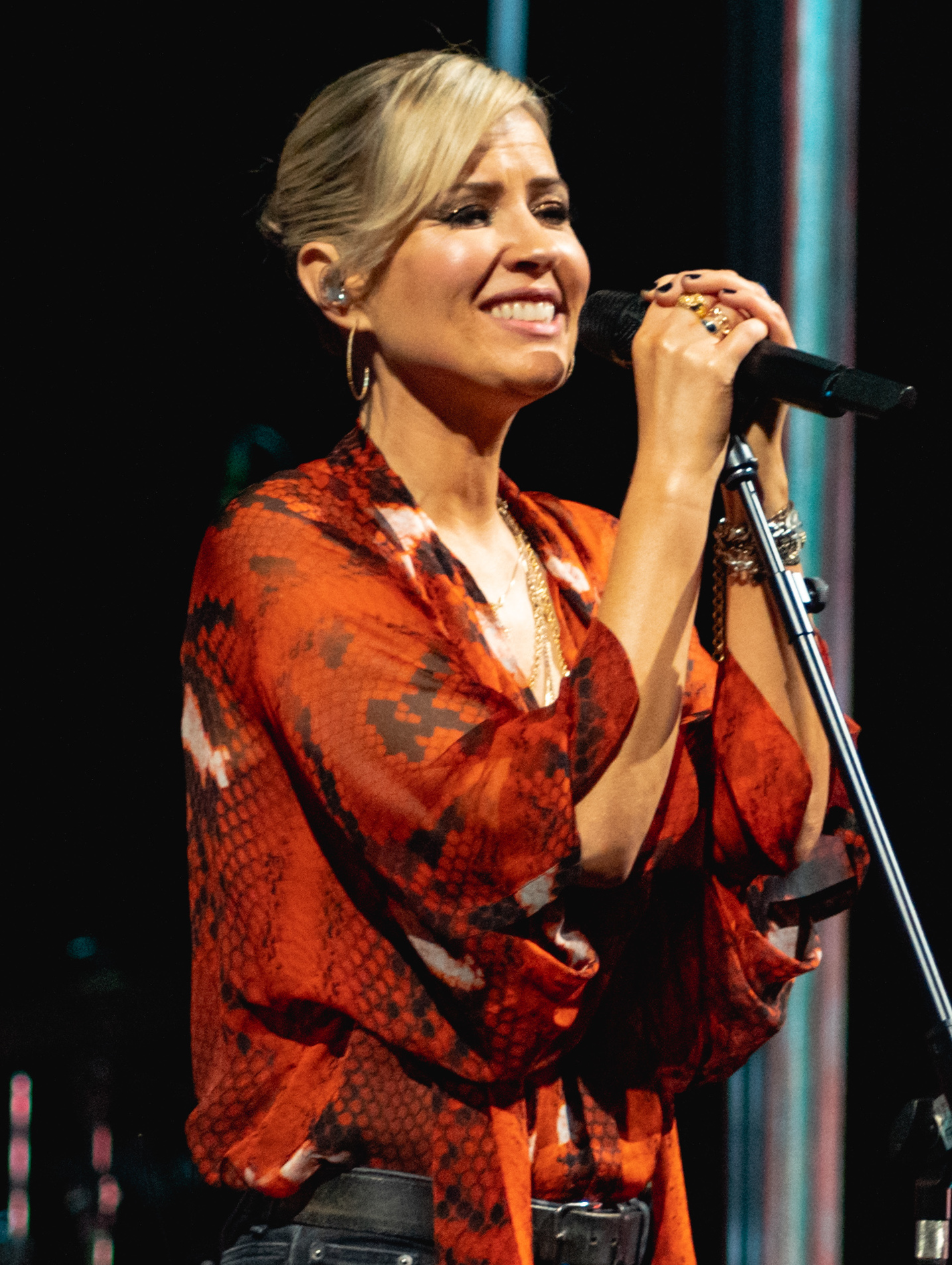
Dido (* 1971)

- Didolff, Olaf, deutscher Filmkomponist, Produzent und Songwriter
- DiDomenico, Chris (* 1989), kanadischer Eishockeyspieler
- Didon, Dwayne Benjamin (* 1994), seychellischer Schwimmer
- Didon, Henri (1840–1900), französischer Dominikaner, Schriftsteller und Pädagoge
- DiDonato, Emily (* 1991), US-amerikanisches Model
- DiDonato, Joyce (* 1969), US-amerikanische Opernsängerin (Mezzosopran)
- Didone, Juliana (* 1984), italo-brasilianische Schauspielerin und ein ehemaliges Model
- Didonet, Frederico (1910–1988), brasilianischer Geistlicher und römisch-katholischer Bischof von Rio Grande
- Didong, Jürgen (* 1957), deutscher Jurist und Präsident des Sozialgerichts in Koblenz
- Didoni, Michele (* 1974), italienischer Leichtathlet
- Didot, Étienne (* 1983), französischer Fußballspieler
- Didot, Firmin (1764–1836), französischer Typograf und Schriftsteller
- Didot, François Ambroise (1730–1804), französischer Buchdrucker, Schriftgießer und Verleger
- Didovic, Adrian (* 1994), deutscher Basketballspieler

### Didr
- Didriksen, Jørn (* 1953), norwegischer Eisschnellläufer
- Didring, Ernst (1868–1931), schwedischer Schriftsteller
- Didron, Adolphe-Napoléon (1806–1867), französischer Archäologe
- Didron, Édouard (1836–1902), französischer Glasmaler

### Didu
- Diduch, Oleksandr (* 1982), ukrainischer Tischtennisspieler
- Diduck, Gerald (* 1965), kanadischer Eishockeyspieler
- Diduk, Wiktor Iwanowitsch (* 1957), sowjetischer Ruderer
- Didulica, Joey (* 1977), kroatisch-australischer Fußballspieler
- Didur, Adam (1874–1946), polnischer Opernsänger (Bass) und Theaterdirektor in Bytom
- Diduschenko, Wjatscheslaw (* 1960), ukrainischer Handballspieler und -trainer

### Didy
- Didymos Chalkenteros, griechischer Grammatiker
- Didymos der Musiker, griechischer Musiktheoretiker
- Didymus der Blinde, antiker christlicher Schriftsteller

### Didz
- Didžbalis, Aurimas (* 1991), litauischer Gewichtheber
- Didzilatis, Gavin (* 2002), deutscher Fußballtorhüter
- Didžiokas, Gintaras (* 1966), litauischer Politiker, Mitglied des Seimas, MdEP
- Didžiokas, Rimantas (* 1953), litauischer Ingenieur und Politiker